# Paradromulia xylinopa
Paradromulia xylinopa là một loài bướm đêm trong họ Geometridae.